# Seymour Gitin
Seymour Gitin (19?) is een Amerikaanse archeoloog. Hij is professor in de archeologie en directeur van het W.F. Albright Institute of Archaeological Research in Jeruzalem.
Gitin is geboren en opgegroeid in een Joods gezin in de Verenigde Staten. Nadat het behalen van een bachelor in Oude Geschiedenis (1956) richtte hij zich aanvankelijk op zijn wijding tot rabbijn, die hij in 1962 verkreeg aan het Hebrew Union College in Cincinnati. Aansluitend diende hij als geestelijk verzorger in de United States Air Force in Alaska en van 1964 tot 1967 was hij rabbijn in Hollywood in Californië.
In 1968 keerde Gitin terug naar het Hebew Union College, voor een studie in de archeologie van Syrië en Palestina, onder Nelson Glueck en G.W. Dever. Een deel van zijn studie deed Gitin in Jeruzalem en in deze periode gaf hij mede leiding aan de opgravingen in Gezer. In 1979 promoveerde hij aan het Hebrew Union College in Cincinnati.
Nadat aanstellingen als universitair docent (1977-1978) en hoogleraar (1979) aan verschillende archeologische instituten in Jeruzalem, volgde in 1979 een benoeming tot professor in de archeologie aan het W.F. Albright Institute of Archaeological Research in Jeruzalem. Vanaf 1980 is Gitin bovendien directeur van het instituut (vanaf 1994 wordt zijn functie aangeduid als 'Dorot Director', waarbij Dorot verwijst naar het fonds vanwaaruit het instituut gefinancierd wordt).
Vanaf 1981 geeft Gitin, samen met Trude Dothan, leiding aan de opgravingen in Ekron (tot 1996) en de publicatie van de resultaten van deze opgravingen, die tot op heden not niet voltooid is. Dit heeft inmiddels geleid tot veel wetenschappelijke publicaties van zijn hand over de archeologie van de Filistijnen in het algemeen en Ekron in het bijzonder.
In 2003 werd Gitin door het Hebrew Union College onderscheiden met een eredoctoraat in de algemene letteren vanwege zijn werk in de archeologie.